# حزمة شصية
الحزمة الشصية هي ليف ترابطي من المادة البيضاء في الدماغ البشري، تعمل على ربط أجزاء مختلفة من الجهاز النطاقي، مثل الفص الصدغي، والتلفيف المجاور للحصين الأمامي واللوزة الدماغية في الفص الصدغي، مع الأجزاء السفلية من الفص الجبهي مثل القشرة الجبهية الحجاجية. ما تزال وظيفتها غير معروفة على الرغم من إصابتها في العديد من الحالات النفسية. تمثل الحزمة الشصية آخر سبل المادة البيضاء نضجًا في الدماغ البشري.

## الوظيفة
تُعد الحزمة الشصية مسارًا ثنائي الاتجاه بين الفصين الجبهي والصدغي؛ تُعتبر بشكل تقليدي أحد أجزاء الجهاز النطاقي. اقتُرح وجود دور للحزمة الشصية في السماح بتفاعل تمثيلات الذاكرة المخزنة في الفص الصدغي مع عملية صنع القرار في الفص الجبهي إلى جانب توجيهها.
يظهر تصوير مصفوفة الانتشار، الذي يمثل نموذج إعادة بناء متاح لصورة الانتشار في الرنين المغناطيسي، تباين خواص جزئي أكبر في الجزء الأيسر مقارنة بالأيمن. ارتبط هذا التفاوت في قياس تباين الخواص بتخصص نصف الكرة المخية الأيسر في اللغة. مع ذلك، فشل استخدام التحفيز الكهربي للدماغ في إحداث اضطراب في اللغة، ما قد يشير إلى عدم ارتباط هذه المنطقة باللغة، على الرغم من إمكانية فشل إحداث الاضطراب بسبب التعويض الوظيفي عبر المسارات البديلة.
من الواضح وجود دور للحزمة الشصية في بعض، وليس كل، أشكال التعلم والذاكرة. يتأثر التعلم الارتجاعي، الذي يُبنى على تعليم ارتباط المحفز مع المكافأة على مدار تجارب عديدة، ثم عكسه عن طريق فك ارتباط المحفز الأولي بالمكافأة، بالاختلافات الفردية في الحزمة الشصية. بالإضافة إلى ذلك، تتأثر قابلية تعلم الارتباطات عن طريق التجربة والخطأ، مثل اقران اسم ما بوجه ما، بالبنية المكروية للحزمة الشصية. يعود ذلك إلى الأعمال المبكرة التي أظهرت الارتباط الوثيق للتلف الجراحي في الحزمة الشصية مع حدوث العجز في استرجاع الأسماء الصحيحة.

## الأهمية السريرية
ارتبطت شذوذات الحزم الليفية للحزمة الشصية بمجموعة من الاضطرابات العصبية النفسية، إذ كان هذا الارتباط مستمرًا في بعضها بينما تعارضت نتائجه في شذوذات أخرى. على سبيل المثال، أظهرت الدراسات على الأشخاص المصابين بالقلق الاجتماعي والفصام تغيرات في قياس انتشار الحزمة. لسوء الحظ، تفشل هذه النتائج في الحدوث مرة أخرى في العديد من الحالات، وتختلط اتجاهية التأثيرات ولا يوجد أي ارتباط محدد بين النتائج في الحزمة وهذه الاضطرابات. أفادت مراجعة متعمقة للأبحاث السريرية بأن «الحزمة الشصية بحد ذاتها لها دور صغير، أو معدوم، في اضطرابات القلق» وأن «نتائج دراسات تصوير مصفوفة الانتشار «دي تي آي»، لقياس التغيرات في قيم تباين الخواص الجزئي في الحزمة الشصية لدى مرضى الفصام، متناقضة». يجب على الباحثين المستقبليين التركيز على استخدام وسائل تصوير الانتشار الفائقة بالإضافة إلى ربط أعراض معينة، بدلًا من وجود حالة المرض أو غيابها، مع تغيرات المادة البيضاء.
في المقابل، ارتبطت التغيرات البنيوية المكروية في الحزمة الشصية باستمرار مع اضطراب التصرف والاعتلال النفسي. توافق ذلك مع دراسات حجم المادة الرمادية التي أفادت بانخفاض حجم المناطق العصبية الموصولة بالحزمة الشصية – القشرة الجبهية الحجاجية والقشرة القطبية الصدغية / منطقة برودمان 38 (تُعرف أيضًا باسم القطب الصدغي / القشرة القطبية الصدغية / الفص الصدغي الأمامي) – لدى الأفراد المصابين باضطراب الشخصية المعادية للمجتمع / الاعتلال النفسي بالمقارنة مع المجموعة المضبوطة. من المثير للاهتمام أيضًا إصابة فينس غيج، عامل السكك الحديدية الذي تعرض لحادث دخول قضيب حديدي في رأسه مرورًا بالفص الجبهي الأيسر، بتلف في الحزمة الشصية. تغيرت شخصيته بشكل جذري بعد الحادث، إذ وُصف بالاندفاعية، واتخاذ القرارات السيئة والفشل في اتباع الأعراف والتقاليد الاجتماعية. أخيرًا، لُوحظ باستمرار وجود شذوذات في الحزمة الشصية لدى مرضى آلزهايمر، وخرف دلالة الرموز وصرع الفص الصدغي.